# Temognatha stevensii
Temognatha stevensii es una especie de escarabajo del género Temognatha, familia Buprestidae. Fue descrita científicamente por Gehin en 1855.